# ふぃあ通
『ふぃあ通』（ふぃあつう）は2005年11月から2021年4月まで配信されていた、ファーイースト・アミューズメント・リサーチ（F.E.A.R.）が製作する作品のプロモーションのためのインターネットラジオ番組。毎月10日～15日ごろにF.E.A.R.公式サイトにて配信を行っていた。70～80分番組。2005年10月まで配信されていた『ナイトウィザード通信』のあとを受けてスタートした（ただし、最初の2回は『ファーイースト・アミューズメント・リサーチ通信』）。なお、本項ではそれら前身番組についても記述する。
提供はF.E.A.Rとエンターブレイン、富士見書房(2007年2月配信分より)。

## 概要
前身は、2002年に『E-LOGIN』にて読者参加ゲームとTRPGリプレイの連載をしていた『ナイトウィザード』の企画として同年4月にスタートした『ナイトウィザード-RADIO-』。（2003年1月より『ナイトウィザード通信』）
当初は、F.E.A.Rと『E-LOGIN』の提供番組として、『E-LOGIN』公式サイトにて月一回の30分番組として配信していたが、『E-LOGIN』の休刊を受けて、2003年11月配信分からF.E.A.R.公式サイトに移転。F.E.A.R.の単独提供となったことから、『ナイトウィザード』をメインに置きながらもF.E.A.R.の他のゲームも扱う番組へと変わっていった。
その後、2005年までその体制が続いたが、これまで以上にF.E.A.Rゲーム全般を扱う番組へと再編を図るため、『ナイトウィザード通信』は2005年10月配信分をもって終了。翌月配信から『ファー・イースト・アミューズメント・リサーチ通信』（現行タイトルへの改題は2006年1月配信分より）へとリニューアルした。
『ナイトウィザード通信』時代は放送時間は30分だったが、『ふぃあ通』になってからは他ゲームの話題も取り扱うこともあり、放送時間は不定になっている。長い時では90分を越える放送回もある。
2021年4月1日をもって最終回を迎え、前身番組も含め19年の歴史に幕を下ろした。最終回にあわせ、途中まで小暮と共にパーソナリティを務めた矢薙の音声コメントも公開された。最終回の配信のタイミングは『ナイトウィザード』の発売記念日である。

## パーソナリティ
- 小暮英麻
  - 『ナイトウィザード』『アリアンロッドRPG/2E』の多くのリプレイにプレイヤーとして参加。『ナイトウィザード The ANIMATION』に緋室灯、アンゼロット役（二役）で出演。
- 菊池たけし
  - F.E.A.R.副社長。『セブン＝フォートレス』『ナイトウィザード』『アリアンロッドRPG/2E』デザイナー。『アルシャードガイアRPG/アルシャードセイヴァーRPG』共同デザイナー。
  - 公式サイトにはクレジットされていないが、ほとんど全ての回に出演している上、「今月のピックアップ」以外のコーナーにもコメンテーター的立場で登場しているため、実質サブパーソナリティといえる。

### 元パーソナリティ
- 矢薙直樹
  - 放送開始から2009年9月配信分まで担当。最終回に合わせコメントを寄せた。
  - 『ナイトウィザード』の多くのリプレイ、『アリアンロッド・サガ・リプレイ・アクロス』『アルシャードガイアRPG』リプレイ『神薙ぐ御剣』にプレイヤーとして参加。
- 小島めぐみ
  - 2012年3月配信分まで担当。
  - 『ナイトウィザード』リプレイ『合わせ鏡の神子』『モノクロームの境界』、『アリアンロッドRPG/2E』の多くのリプレイにプレイヤーとして参加。『ナイトウィザード The ANIMATION』にロンギヌス・コジマメ役で出演。
  - 公式サイトでのクレジットは「ゲスト」となっていたが、矢薙直樹の降番後ほとんど全ての回に出演していたため、事実上のメインパーソナリティであった。

## コーナー

### 現行コーナー
2012年6月現在。
- オープニングトーク

パーソナリティの小暮とその月のゲストの一人によるトーク。いわゆる「ふつおた」の一部もここで紹介される。
- 今月のピックアップ【新】

「F.E.A.R.ゲーム通信」「きくたけ通信」が番組リニューアルと同時に再統合され、放送開始時のタイトルに戻した。その月に出されるF.E.A.R.作品の中から1作を取り上げ、小暮とゲスト、菊池によるトークで見所を紹介する。
- キャラDEメール

小暮とゲスト声優、菊池の3人がリスナーからのお便りを自身の持ちキャラで読み上げる。
- 地獄の鬼引きトーク

袋に詰められたリスナーからのお便りを小暮、菊池、ゲストの4人がくじ引きの要領で引き、それをテーマに語り合うコーナー。「ふつおた」とフリートークの要素を兼ね備えたコーナーと言える。
- エンディングトーク

完全フリートーク。ゲストからの告知や飛び入りゲストの参加もある。
- 秘密の小部屋

エンディングトーク終了から20秒弱の無音状態の後に始まるコーナー。菊池とゲストによるTRPGに関わる回顧談や専門的な話題が中心。

### 終了したコーナー
- 教えてまやふぅ（～2007年4月号まで）

前身である『ナイトウィザード通信』のコーナー「ののしってアンゼロットさま」から発展したコーナー。『黒き星の皇子』のキャラクターであるまやふぅ（東雲摩耶）が投稿されたメールの質問や要望に答える。まやふぅと共にゲストパーソナリティもその要望や質問に答える事も多かった。
本コーナーの主役「まやふぅ」は、その発言や突拍子も無い行動から人気を博し、アンゼロットと共に小暮英麻のハマリ役とも言われるキャラクターになっている。
- まやふぅの萌え語録（2007年5月号～2008年5月号）

教えてまやふぅの後に作られたコーナー。通称「もえごろまやふぅ」。小暮やゲストパーソナリティがリスナーからのリクエストに応えて色々なキャラの萌えるセリフを言う。『ナイトウィザード通信』時代の「小暮の挑戦」と同じような内容。
…という名目でスタートしたが、「萌え」以外でもセリフのリクエストを受け付けていた。
2008年5月号では、ゲストの友野詳がゲームマスターとなって『シルバーレインRPG』のミニセッションが行われた。参加者は矢薙、まやふぅ（小暮）、小島のメインパーソナリティ陣。
- 人生一本背負い(～2008年5月号)

投稿されたネタを元に、パーソナリティおよびゲストがトークを繰り広げるコーナー。ふつおたは大抵ここで紹介されていた。
- まやふぅの一本背負い（2008年6月号～）

「人生一本背負い」と「まやふぅの萌え語録」の二つを統合したコーナー。すでに当初の趣旨を失い、ゲストいじりが中心となっていた「萌え語録」と、「ふつおた」を紹介するための「人生一本背負い」を統合して、番組時間の短縮を図った。
- 「あ」のつく企画情報コーナー（2007年7月号～）

『ナイトウィザード』を原作としたTVアニメ『ナイトウィザード The ANIMATION』についての情報コーナー。コーナータイトルはアニメ化を正式発表できなかった時期に、「「あ」のつく企画」と言う呼び方で情報を小出しにしていた名残。
- ソード・ワールド通信（2008年4月号）

本来、F.E.A.R.の作品ではない『ソードワールド』（著・グループSNE）の特集コーナー。『ソードワールド2.0』の発売に合わせて、北沢慶と藤澤さなえがゲストとして登場したことから、番組冒頭で行われた。
- シルバーレイン通信（2008年5月号）

グループSNEのTRPG『シルバーレインRPG』の特集コーナー。
前月に引き続きグループSNEから友野詳がゲストで出演し、新製品である『シルバーレインRPG』の特集を組まれた。
- 今月のピックアップ【旧】

これから発売されるF.E.A.R.のゲームやサプリメントの中から何本かをピックアップし、その紹介を行う。2010年頃に「F.E.A.R.ゲーム通信」「きくたけ通信」に吸収された。
- F.E.A.R.ゲーム通信（～2012年3月号まで）

F.E.A.R.の発売予定のゲーム、およびサプリメント、リプレイを紹介するコーナー。発売される商品に携わった人が毎回ゲストとなり、F.E.A.R.副社長の菊池たけしと共に、新製品についてのパーソナリティからの質問、疑問等に答えていく。
- きくたけ通信（～2012年3月号まで）

F.E.A.R.のゲームの中でも菊池たけしが関与するゲーム全般のピックアップコーナー。当初は前身のインターネットラジオから名付けられた「ナイトウィザード通信」という題であったが、2010年後半より『アリアンロッドRPG』の比重が多くなり、2011年1月配信分より「きくたけ通信」に改題された。
- TRPGミニドラマ「星を継がないもの」（～2012年3月号まで）

『ナイトウィザード通信』時代から引き継がれたコーナー。リプレイのキャラクター達が活躍するラジオドラマ。
- TOKYO悶々Night（～2012年3月号まで）

「まやふぅの一本背負い」が改称したコーナー。正式タイトルはパーソナリティもしくはゲストの名を冠して「○○のTOKYO悶々Night」。2010年12月～2011年8月配信分までは不定期となっていたが、2011年9月配信分からは毎回放送に戻っていた。

### ナイトウィザード通信時代のコーナー
- フリートーク（「菊池たけしは副社長」のコーナー）

F.E.A.R社副社長である菊池たけしやゲームデザイナーと共に。F.E.A.Rの商品紹介を軸に繰り広げるフリートーク。後の「F.E.A.Rゲーム通信」「ナイトウィザード通信」「きくたけ通信」の元となった。
「菊池たけしは副社長」のタイトルは菊池単独での出演時に使われることが多かった。
- ののしってアンゼロット様

パーソナリティ及び読者が懺悔したい内容をナイトウィザードのNPCであるアンゼロットに聞いてもらい、許しを乞うコーナー。通称「ののしロット」。『ナイトウィザード』ファンブック『パワー・オブ・ラブ』ではこのコーナーの出張版が掲載された。小暮英麻の演じたアンゼロットは「コグレロット」の異名を持つ。決め台詞は「くたばれ！地獄で懺悔しろ！！」
- 懺悔の時間

パーソナリティやゲストが懺悔をするコーナー。「罵ってアンゼロット様」の元となったコーナー。
- 読者でポン

投稿されたメールを元に、パーソナリティがトークを繰り広げるコーナー。
『E-LOGIN』時代には、毎回コーナーの名前が変わっていたが、黒皇子連載開始と共に「おたよりポン」となり、FEARに移行と共に「読者でポン」に固定された。
- 小暮の挑戦

小暮英麻が色々な「萌え」に挑戦するコーナー。「今月の萌え～」と宣言した後、「ツンデレ」や「幼馴染」などのお題を言ってから、そのセリフを小暮が言う。矢薙直樹がこのコーナーに似たコーナーをやったこともある。
『黒き星の皇子』連載時ごろに「ネタがなくなったので、充電期間に入ります」と宣言。「懺悔の時間」コーナーに移行した。
- 小暮タウンへようこそ

小暮英麻の街「小暮タウン」に矢薙直樹や読者から出されたキャラクターを入居させて良いかどうかを決めてもらうコーナー。
- 今月のあなた

矢薙直樹が行う占いのコーナー。占いといっても、矢薙直樹が勝手に考えたことで、ラッキーアイテムなどでF.E.A.Rの製品が出てくることもしばしば。
- いきなり（生）TRPG

ゲスト声優が初登場のときなどによく行われた。主に矢薙直樹がGMを行い、プレイヤーはそのゲスト声優だけの場合が多い。TRPGと言ってもダイスやシステムを使用しないので、どちらかというと即興劇に近い。
なお、シナリオはリプレイ収録やコンベンションで使用されたものや、ゲーマーズフィールド等に掲載されたシナリオデータが使用されることが多い。
井上純一が小暮英麻にトラウマを持っているのは、このコーナーが原因。

## 特別版
定期配信以外に、新作TRPGの発売や新企画の発表に合わせて特別版が配信される場合がある。これまでに配信された特別版は以下の通り。
- 2006年6月15日：『アルシャードガイアRPG』発表のため
- 2007年6月25日：『ナイトウィザード The 2nd Edirion』『ナイトウィザード The ANIMATION』発表のため
- 2008年4月19日：「アリアンロッド・サガ」始動のため
- 2010年5月19日：『アリアンロッド・サガ・ファンブック Fellowship of Stone』発売のため
- 2011年12月22日：『ナイトウィザード The 2nd Edition ファンブック ファイナルカウントダウン』発売のため

F.E.A.R.は他にも『セブン＝フォートレス メビウス』（2008年2月）、『ダブルクロス The 3rd Ediition』（2009年7月）、『アリアンロッドRPG 2E』（2011年7月）、『ダブルクロスThe 3rd EditionドラマCD・デイズ』（2012年4月）の発売、「アルシャードトライデント」（2010年9月）のプロジェクト始動といった重要イベントを持っていたが、特別版配信は行なわれなかった。

## エピソード
- 2006年10月11日配信の『星を継がないもの』では、ゲストである坂本梓馬を鍛えると言う名目で、パーソナリティが指定したキャラクターを演じるという通常とは違う方式で行われた。昨今ではアドリブでドラマを行ったり、『ナイトウィザード THE ANIMATION』の台詞をラジオに出た声優がキャラクターをそれぞれ変えて（例えば小暮英麻が柊蓮司を、小島めぐみがアンゼロットを、宮崎羽衣が緋室灯など。）演じたりしたりなどと、声優自身がピックアップされることもある。この傾向は小島めぐみがレギュラーゲストとなってからが顕著であった。
- 『星を継がないもの』では、矢薙、小暮などの声優達がリプレイで演じたキャラ達以外も演じており、矢薙の柊蓮司、小暮のアンゼロットやまやふぅ、木下紗華の山瀬京介などその声優の持ちキャラとして確立されたキャラクターもある。
  - ただし、まやふぅはラジオでキャラが確立しすぎ（主に演じている小暮が好きにやったせい）により、矢薙、小暮、菊池などは「東雲摩耶とまやふぅは既に別生物」と言っている。設定上でも、実際の東雲摩耶は天涯孤独の身の上だが、ふぃあ通でのまやふぅには母親（名前はちとせ）がいることになっている。
  - アンゼロットも同様の理由により「コグレロット」と呼ばれるほどのキャラになっている。
- 声優達の出演するリプレイの設定がラジオで決められるケースも存在する。具体例としては以下の通り。、
  - 『ナイトウィザードリプレイ 白き陽の御子』で田中信二がPC1（山瀬京介）を勤め、田中天が女性キャラクター（要いのり）を勤める。
  - 『アルシャードガイア・リプレイ 神薙ぐ御剣』の井上純弌のキャラクターを『アルシャードガイア・リプレイ 明日へのプロファイル』のPCである宮沢茉莉の兄（宮沢竜一郎）とする。
- 葉月絵理乃は登場時には「はーちゃん」としか呼ばれなかったため本名不明だったが、『星を継がないもの』でアンゼロットなどの声をやったときに、キャストで「葉月絵理乃」と紹介されていた。
- 『ナイトウィザードリプレイ 合わせ鏡の神子』のタイトルは、『黒き星の皇子』のあとがきに「みこシリーズ」最終作の通称として書かれた「あわせみこ」を元にリスナーが投稿した物を採用したものである。
- 冒頭で「君が踊り僕が歌うとき、新しい時代の夜が生まれる、おはようからおやすみまでTRPGを見つめるファー・イースト・アミューズメントリサーチとエンターブレインの提供でお送り致します」と提供元を紹介していた。これは『ファー・イースト・アミューズメント・リサーチ通信』の新タイトル募集のときの投稿作品の1つが元である。ただし、現在では使われていない。
- 関係者に出演させる事を知らせずにスタジオに見学に呼び、その場でいきなり出演させることがたまにある。
  - 例を挙げると、みかきみかこ、山本裕介など。
- 大竹みゆはこのラジオの出演をきっかけに声優有志を集め、「TRPG部ルティナス」を結成している。梶裕貴や船木真人もメンバーの一人（梶は『ふぃあ通』出演以前に『ナイトウィザード THE ANIMATION』にも出演している）。また緑谷明澄は、「ルティナス」に加わったことが縁となって「アリアンロッド・サガ・リプレイ・エチュード」で商業リプレイデビューを果たし、のちF.E.A.R.に入社することになる。
- 2009年9月配信分をもって矢薙直樹が降番。以後は小暮英麻の単独パーソナリティとなっている[3]。
- 2011年9月配信分から2012年3月配信分までは2部構成となり、公式サイトの視聴スイッチも2部分用意されていた。当初は『アリアンロッド』『アルシャード』『ダブルクロス』『ナイトウィザード』『トーキョーN◎VA』などのリプレイ公開・サプリメント発売が集中した2011年6月配信分のための措置だった。
- 放送開始10周年を迎えた2012年4月配信分にて2度目のリニューアルを行う。各コーナーが見直された他、ゲストは基本的に「今月のピックアップ」で取り上げた作品に関わる声優1名とライター1名に絞られた。このため、2012年3月配信分をもって『ナイトウィザード通信』以来の「星を継がないもの」が終了。小島めぐみもレギュラーとしては降番した[4]。

## ゲスト

### ゲームデザイナー
- 鈴吹太郎（F.E.A.R.社長。『トーキョーN◎VA』『ブレイド・オブ・アルカナ』）
- 久保田悠羅（F.E.A.R.開発部長。『ドラゴンアームズ』）
  - 鈴吹と久保田は、公式サイトでのクレジットは「ゲスト」となっているが、不定期交代で出演している(両者共に出演しない回もある)。
- 遠藤卓司（F.E.A.R.社員。『世界樹の迷宮SRS』『サイキックハーツRPG』）
- 井上純一（フリー。『天羅WAR』『アルシャード』『BEAST BIND』）
- 矢野俊策（フリー【F.E.A.R.OB】。『ダブルクロス』）
- 北沢慶（グループSNE）
- 藤澤さなえ（グループSNE）
- 友野詳（グループSNE）

### その他
F.E.A.R.社員以外のゲストは、初期は矢薙直樹の知り合いや『ナイトウィザード The ANIMATION』出演者が多かった。近年は基本的にF.E.A.R.作品のリプレイ参加者が多い。

#### F.E.A.R.社員
- 田中信二
- 伊藤和幸
- 緑谷明澄

#### ゲームライター
- 稲葉義明
- 田中天
- 藤井忍
- 中村やにお

#### 声優
- 坂本梓馬
  - 『ナイトウィザード ファンブック リーチ・フォー・ザ・スターズ』収録CDドラマ『最果ての数式』に出演。
- 植田佳奈
  - 『ナイトウィザード・リプレイ 最果てで君を待つ扉』『ナイトウィザード・リプレイ 月は無慈悲な夜の女王』にプレイヤーとして参加。また『ナイトウィザード ファンブック』収録CDドラマに多数出演。デビュー以前に『ギア・アンティーク』のCDドラマに出演し、デビュー作も『トーキョーN◎VA The Revolution』サプリメント『ナイフ・エッジ』のドラマCDであるなど、F.E.A.Rに縁がある。
- 木下紗華
  - 『ナイトウィザード リプレイ 愚者の楽園』にプレイヤーとして参加。『ナイトウィザード The ANIMATION』にユウ役で出演。
- 折戸マリ
- 平井啓二
- 宮崎羽衣
  - 『ナイトウィザード The ANIMATION』に志宝エリス役で出演。『ナイトウィザード リプレイ 月は無慈悲な夜の女王』にプレイヤーとして参加。
- 小泉豊
  - 『ナイトウィザード The ANIMATION』にロンギヌス・コイズミ役で出演。『ナイトウィザード リプレイ 聖なる夜に小さな願いを』にプレイヤーとして参加。
- 梶裕貴
  - 『ナイトウィザード The ANIMATION』にロンギヌス隊員役で出演。
- 船木真人
  - 『アリアンロッド・サガ ファンブック フェローシップ・オブ・ストーン』収録CDドラマ『思い出フロントライン』に出演。
- 大竹みゆ(旧：大竹裕子)
  - 『アリアンロッド・サガ』の多くのリプレイ、『ナイトウィザード リプレイ 蒼穹のエンゲージ』『アルシャードトライデント』リプレイ（ミッドガルド編）にプレイヤーとして参加。
- 若林直美
  - 『ダブルクロス The 3rd Edition リプレイ・デザイア』『ダブルクロス The 3rd Edition リプレイ・ナイツ』にプレイヤーとして参加。
- 酒井香奈子
  - 『アリアンロッド・サガ・リプレイ・デスマーチ』にプレイヤーとして参加。
- 荻原秀樹
  - 『アリアンロッド・リプレイ・セカンドウィンド』にプレイヤーとして参加。『アリアンロッド・サガ ファンブック ハートブレイク・メモリー』収録CDドラマ『追憶のフラグメント』に出演。
- 柚木涼香
  - 『ナイトウィザード　ファンブック』の多くのCDドラマ、『アリアンロッド ファンブック ラヴィアンローズ』収録のCDドラマ『白霧に散る薔薇』に出演。
- 上村彩子
  - 『アリアンロッド・リプレイ・ヴァイス』にプレイヤーとして参加。

#### その他
- みかきみかこ（イラストレーター）
  - 『まじしゃんず・あかでみいRPG』のメインイラストレーター、『ナイトウィザード』『セブン＝フォートレス』のリプレイ挿絵などを担当。また『ナイトウィザード リプレイ　星を継ぐ者』『セブン＝フォートレス リプレイ フレイスの炎砦』『まじしゃんず・あかでみいRPG リプレイ ドジっ子なんですけど。』（『ゲーマーズ・フィールド別冊』掲載。書籍未収録）にプレイヤーとして参加。
- 江幡育子（作詞家/作曲家/歌手/ライター）
  - 『ナイトウィザード ファンブック』収録CDドラマ初代主題歌『FLY INTO THE NIGHT』作詞。『RPGマガジン』（現在休刊）でコラム（当時の名義は谷川むつみ）を連載していたこともあり、菊池たけしやF.E.A.Rには縁がある。
- いとうかなこ（歌手）
  - 『ナイトウィザード ファンブック』収録CDドラマエンディングテーマ『月衣』作詞・歌。
- 長谷川高史（富士見書房文庫編集部）
- 藤咲あゆな（脚本家）
  - 『ナイトウィザード The ANIMATION』シリーズ構成。『ナイトウィザード・リプレイ ベル・ゲーム 〜虚像のエコー〜』にプレイヤーとして参加。
- 山本裕介（アニメーション演出家）
  - 『ナイトウィザード The ANIMATION』監督。
- BETTA FLASH（歌手/作曲家）
  - 『ナイトウィザード The ANIMATION』エンディングテーマ『Erinyes』、『ナイトウィザード ファンブック』収録CDドラマ二代目主題歌『Sabbath』作詞・作曲・歌。
- 妹尾絵美（富士見書房ホビー編集部）
  - 『ダブルクロス The 3rd Edition』ルールブック編集担当。『アリアンロッド・リプレイ・レジェンド』にプレイヤーとして参加。
- 師走トオル（小説家）
  - 『ダブルクロス The 3rd Edition リプレイ・ジェネシス』にプレイヤーとして参加。
- 市川丈夫（小説家）
  - 『アリアンロッド・サガ・ノベル・デスマーチ』を執筆。

### ナイトウィザード通信時代のゲスト
- 升望（声優）
- 力丸乃りこ（声優）
  - 『アリアンロッド・リプレイ・ルージュ』にプレイヤーとして参加。
- 月本皇子（声優）
- 葉月絵理乃（声優）
  - ただし本人としてではなく、「はーちゃん」というキャラクターとして）
- アーミー小川（『E-LOGIN』（当時）編集）
- 福島おりね（声優・ウォーターオリオン社長）